# بوش ۷۱۲۱
سیارک ۷۱۲۱ (به انگلیسی: 7121 Busch، نامگذاری:1989AL7) هفت هزار و صد و بیست و یکمین سیارک کشف شده‌است که در ۱۰ ژانویه ۱۹۸۹ کشف شد.
قدر مطلق سیارک برابر ۱۳٫۳۰ است.